# Пастушная, Наталья Викторовна
Ната́лья Ви́кторовна Пасту́шная (род. 12 ноября 1967, Ташкент, Узбекская ССР, СССР) — российская и известная телеведущая различных федеральных телеканалов.

## Биография
Наталья Пастушная родилась 12 ноября 1967 года в столице Узбекской ССР — городе Ташкенте.
С детства хотела работать в цирке.
Окончила Ташкентский театральный институт (курс В.А. Гвоздкова), хотя готовилась поступать в ИнЯз. На третьем курсе играла главную роль в Ташкентском драмтеатре в спектакле «Звёзды на утреннем небе» А. Галина. После окончания института осталась там работать.
Позже отправилась в Москву.

## Телевидение
На телевидении с 1993 года.
Начинала работать ассистентом режиссёра на канале «НТВ» в программе «Итоги». Затем работала ответственным выпускающим редактором на телеканале «2х2», там же — ведущей новостей.
С 1999 по 2000 год — старший редактор, а затем ведущая программы «Вести» на телеканале «РТР». Параллельно работала политическим обозревателем в Федеральном агентстве новостей.
С осени 2000 по август 2006 года — ведущая программы «События. Время московское» на канале «ТВЦ».
С 2006 по 2007 год работала на «Третьем канале».
С февраля 2007 по июнь 2010 года — ведущая программы «Сегодня утром» на «НТВ».

## Личная жизнь
Муж — Михаил, занимается парусным спортом. Воспитывает дочь Варвару.
В октябре 2004 года участвовала в Российской неделе моды, показ коллекции одежды весна-лето 2005 дизайнера Гульжан Стейн.